# NGC 3435
NGC 3435 é uma galáxia espiral (Sb) localizada na direcção da constelação de Ursa Major. Possui uma declinação de +61° 17' 20" e uma ascensão recta de 10 horas, 54 minutos e 48,2 segundos.
A galáxia NGC 3435 foi descoberta em 9 de Abril de 1793 por William Herschel.